# Celestial (álbum de Elaine de Jesus)
Celestial é um álbum de estúdio de Elaine de Jesus, lançado em 10 de Setembro de 2010, sendo o primeiro da cantora pela gravadora Sony Music, produzido por Ronny Barbosa e Emerson Pinheiro. O disco contém a participação de Lauriete na canção "Som de Adoração".

## Faixas
1. Pode Ser Você (Fernando Filho)
2. Deus Visitou Tua Casa (Fernando Filho)
3. Celestial (Rogério Jr.)
4. Shekinah (Elizeu Gomes)
5. Digno (Agailton Silva)
6. Vida no Altar (Lenno Maia)
7. Não nos Prostraremos (Moyses Cleyton)
8. Luz (Fabiana/Pr.Marcelo Dias)
9. Deus da Providência (Denner de Souza/Adriano Barreto)
10. Som de Adoração (feat. Lauriete) (Moisés Cleyton)
11. É Tremendo (Fabiana/Pr. Marcelo Dias)
12. O Casamento (Moyses Cleyton)
13. Ligado no Céu (Agailton Silva)
14. O Dia (Fabiana/Pr.Marcelo Dias)

### Certificações
| País / Certificadora | Certificação | Vendas |
| -------------------- | ------------ | ------ |
| Brasil ABPD          | Ouro         | 40.000 |